# Alternative R&B
L'alternative R&B o PBR&B, anche conosciuto come R-Neg-B, hipster R&B, emo R&B e indie R&B, è un sottogenere dell'R&B che fonde la sua corrente più recente con suoni alternativi.

## Etimologia
Il termine "PBR&B", ampiamente utilizzato per riferirsi all'alternative R&B, deriva dalla fusione di PBR (una nota marca di birra che caratterizza la cultura Hipster) ed R&B. Il primo ad utilizzare questo termine fu il giornalista di Sound of the City Eric Harvey in un suo post su Twitter.

## Caratteristiche
Il R&B alternativo unisce al contemporary R&B diversi stili come l'elettronica (tra i quali anche il dubstep), l'ambient e generi alternative e indie, creando un suono non convenzionale.